# Stactobiella celtikci
Stactobiella celtikci är en nattsländeart som beskrevs av Cakin 1983. Stactobiella celtikci ingår i släktet Stactobiella och familjen smånattsländor. Inga underarter finns listade i Catalogue of Life.